# Forskningsrådet för hälsa, arbetsliv och välfärd
Forskningsrådet för hälsa, arbetsliv och välfärd (Forte) är ett forskningsråd och en svensk statlig myndighet under Socialdepartementet. Rådet har till uppgift att främja forskning inom hälsa, arbetsliv och välfärd, och är en av fyra statliga forskningsfinansiärer som grundades 2001. Varje år förmedlar Forte ca 800 miljoner kronor till både grundläggande och behovsstyrd forskning.
Forte hette tidigare Forskningsrådet för arbetsliv och socialvetenskap (FAS), men bytte den 1 juli 2013 namn till "Forskningsrådet för hälsa, arbetsliv och välfärd". Till det nya namnet las också kortnamnet Forte.

## Huvudsekreterare
- 2001–2003 Robert Erikson[3]
- 2004–2007 Rune Åberg[3]
- 2008–2014 Erland Hjelmquist[4]
- 2015–2019 Peter Allebeck[5]
- 2020– Olle Lundberg[6]

## Generaldirektörer
- 2014–2016 Ewa Ställdal[7]
- 2016–2020 Ethel Forsberg[8]
- 2020– Jonas Björck[9]